# Columbia County (Florida)
Columbia je okres (county) amerického státu Florida založený v roce 1832. Správním střediskem je město Lake City. Leží na severu Floridy u hranic se státem Georgie.
Je jedním z 8 okresů tohoto jména v USA.

## Sousední okresy
- sever – Echols County
- severovýchod – Clinch County
- východ – Baker County
- jihovýchod – Union County
- jih – Alachua County
- jihozápad – Gilchrist County
- západ – Suwannee County
- severozápad – Hamilton County